# ポテンツァ・ピチェーナ
ポテンツァ・ピチェーナ（伊: Potenza Picena）は、イタリア共和国マルケ州マチェラータ県にある、人口約15,000人の基礎自治体（コムーネ）。

## 地理

### 位置・広がり
マチェラータ県のコムーネ。県都マチェラータから東北東へ16kmの距離にある。

#### 隣接コムーネ
隣接するコムーネは以下の通り。
- チヴィタノーヴァ・マルケ
- モンテコーザロ
- モンテルポーネ
- ポルト・レカナーティ
- レカナーティ

### 気候分類・地震分類
ポテンツァ・ピチェーナにおけるイタリアの気候分類 (it) および度日は、zona D, 1917 GGである。
また、イタリアの地震リスク階級 (it) では、zona 2 (sismicità media) に分類される。

## 行政

### 分離集落
ポテンツァ・ピチェーナには、以下の分離集落（フラツィオーネ）がある。
- Montecanepino, Porto Potenza Picena, San Girio, Casette Antonelli, Casette Torresi, Pamperduto, Riva Verde